# Yusuf
Yusuf (Arabisch: يوسف, Yūsuf ibn Yaʿqūb ibn Isḥāq ibn Ibrāhīm) is een profeet in de islam. Yusuf is de elfde zoon van Yaqub en is in het jodendom en christendom bekend als Jozef. Yusuf had een jongere broer genaamd Benjamin.
In de Koran wordt het leven van Yusuf als een voorbeeld beschreven in soera Yusuf. Volgens de soera is in het verhaal een les voor mensen van begrip. De Koran verbindt de wil van Allah met de gebeurtenissen in het leven van Yusuf. Daarnaast wordt hij ook genoemd in Soera Het Vee als in Soera Vergever.